# Chaghcharan
Chaghcharan (soms geschreven als Tsjaghtsjaran) is een stad in Afghanistan en is de hoofdplaats van de provincie Ghowr. Chaghcharan telt ongeveer 15.000 inwoners.